# جوي مينته
جوي مينته مواليد 24 فبراير 1976 في الفلبين، هو لاعب كرة سلة فلبيني معتزل. بدأ مسيرته الاحترافية في سنة 1998. لعب في الرابطة الفلبينية لكرة السلة. يبلغ طوله 5 قدم 9 بوصة (1.8 م). اعتزل اللعب في 2008. لعب مع فريق سان ميغيل بيرمن.